# Les Joyeux Compagnons ou la Corde sensible

Les Joyeux Compagnons ou la Corde sensible est un documentaire français réalisé par Xavier Liébard  et diffusé la première fois le 13 janvier 2007 sur France 3 Bretagne Pays de La Loire.

## Synopsis
Les Joyeux compagnons sont un groupe de personnes âgées qui s'engagent en chantant dans les maisons de retraite de la Loire-Atlantique. Ils ne sont pas épargnés par les tracas de l'âge :   la mémoire flanche, les corps se rebellent. Entre les tournées et les répétitions hebdomadaires, les chanteurs s'épaulent afin de se rendre utiles auprès de ceux qui ont perdu le lien social indispensable. En réalité, tout en montant leur spectacle, les joyeux compagnons avouent leurs difficultés à s'imaginer dans ces lieux un peu hors du monde, les maisons de retraite leur font peur...

## Détails
Jacqueline est la mère du cinéaste. C'est en la découvrant habillée en clown sur une vidéo, que Xavier Liébard a eu l'idée de suivre son groupe d'amis. Elle ne voulait pas être filmée au début de l'aventure. Puis devant l'insistance du réalisateur, elle s'est ravisée. Finalement, le groupe s'est laissé filmer sans composer. Le tournage s'est déroulé sur 6 mois en 2006, avec une équipe très légère se déplaçant avec toute la troupe dans une vingtaine de maisons de retraite de la région nantaise. Le contrat avec le cinéaste était clair dès le début : quoi qu'il arrive le film continuait. Catherine subit une opération des hanches, Georgette lutte contre les affres de la maladie d'Alzheimer, Madeleine décide de s'inscrire en maison de retraite. Tous se sont laissés filmer en acceptant cet accompagnement étrange.  Les joyeux compagnons  ont  été associés à la sortie du film, en faisant un plateau télévision et en participant à des débats en salles et en milieu scolaire.  Le groupe des joyeux compagnons qui a existé plus de 20 ans et fait plus de 300 représentations dans la région nantaise, a été dissout deux ans après le film, en juin 2008. Au-delà de cette histoire, le réalisateur donne ici la parole aux premiers concernés, ils évoquent librement avec courage et humour cette traversée personnelle de la vieillesse. La force du groupe apparait ici comme un moyen de ne pas sombrer dans la solitude. C'est le lien social qui est ici source de vitalité.  Ce documentaire largement diffusé sur France 3 national et en régions, a été vu par plusieurs milliers de spectateurs à travers toute la France. 

## Fiche technique
- Production : Farid Rezkallah
- Réalisation : Xavier Liébard,
- Image : Xavier Liébard
- Son : Pierrick Coheleac'h
- Assistanat : Emmanuelle Jacq
- Musique : Ezéchiel Pailhès[2]
- Montage : Denis Le paven
- Format : Dv Cam
- Genre : documentaire
- Date de diffusion :  France : 13 janvier 2007
- Durée : 53 minutes
- Production : 24 Images[3]